# Lepidocolaptes souleyetii
Lepidocolaptes souleyetii là một loài chim trong họ Furnariidae.